# Steinberg bei Wernesgrün
Der Steinberg ist ein 659 m ü. NHN hoher Berg im westlichen Erzgebirge. Er ist, neben dem Kuhberg, eine der beiden turmgekrönten Erhebungen in der Umgebung der nach ihm benannten Gemeinde Steinberg im Vogtlandkreis in Sachsen.

## Geographie
Der Steinberg liegt auf dem südwestlichen Kontakthof des Kirchberger Granits und gehört damit geographisch noch zum Erzgebirge. Er ist der westlichste erzgebirgische Berg, der etwa 1800 m weiter westlich gelegene, 585 m hohe Jüdenstein gehört auch geographisch bereits zum Vogtland. Verwaltungspolitisch lag der Steinberg seit jeher im Vogtland, denn die historische Grenze zwischen dem Vogtländischen und dem Erzgebirgischen Kreis des Kurfürstentums Sachsen verläuft unmittelbar östlich des Berges.
Geologie

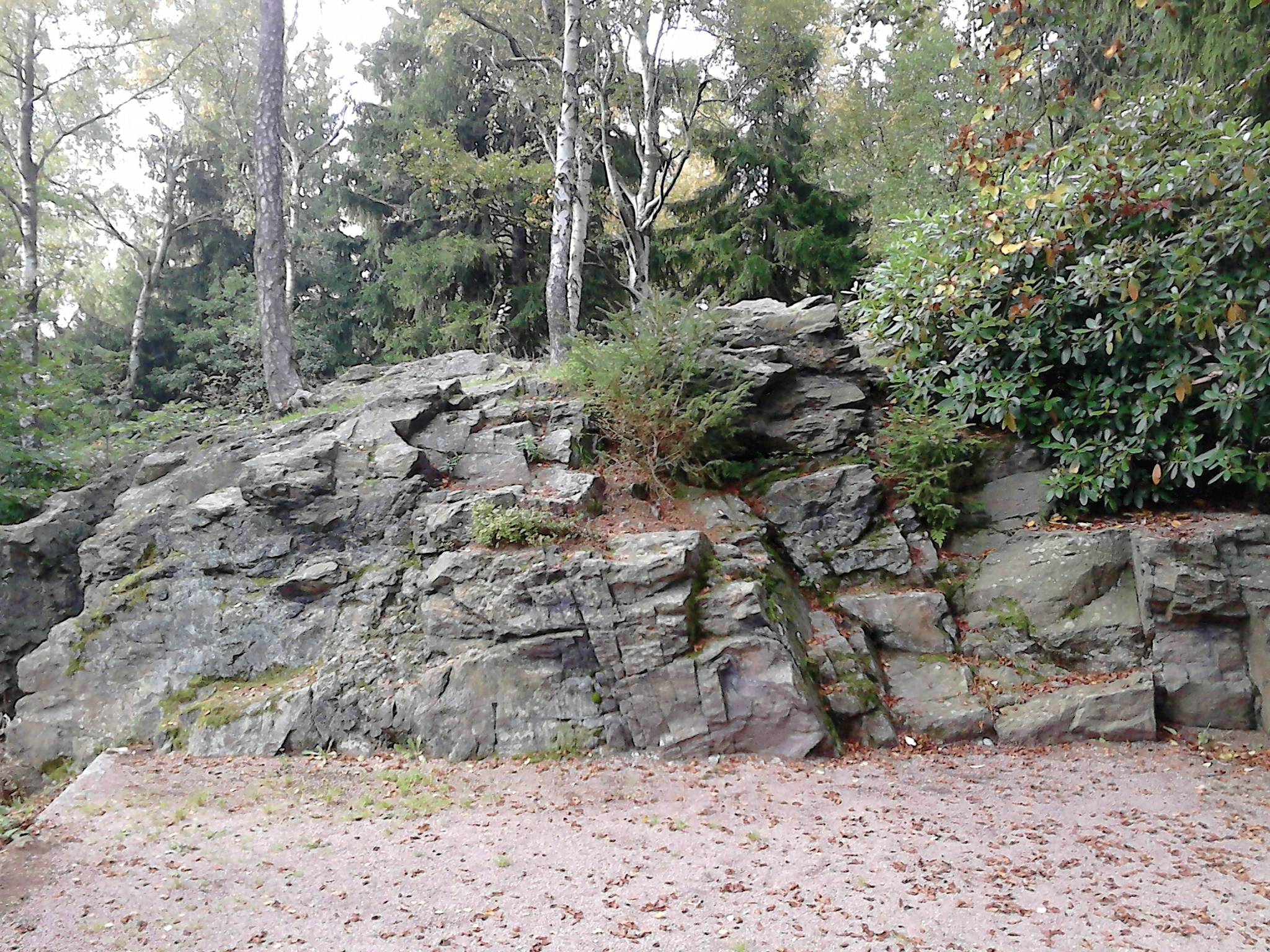
Die höchste Stelle des Steinberges.

Der Steinberg besteht hauptsächlich aus Andalusitglimmerschiefer. Der Fels liegt im Bereich der Kuppe an einigen Stellen frei.

## Geschichte
Mit dem in Holzbauweise errichteten 17,5 m hohen Steinbergturm, der gemeinsam mit der Schutzhütte am 24. Mai 1903 eingeweiht wurde, begann die touristische Erschließung des zwischen Wernesgrün und Wildenau gelegenen Steinbergs. In den folgenden Jahren erfolgte der Aus- und Erweiterungsbau der Schutzhütte zu einem Unterkunftshaus. 1945 wurde der Gebirgsverein aufgelöst und 1951 die Gemeinde Wildenau neuer Rechtsträger. 1994 schlossen sich die Gemeinden Wernesgrün, Wildenau und Rothenkirchen zur Gemeinde Steinberg zusammen.

### Die Sage vom Jüdenstein
Wenn man von Rodewisch auf den Steinberg wandert, liegt dicht vor dem Gipfel und der heutigen Gaststätte eine Felsgruppe; der Jüdenstein. Als das Erzgebirge noch als Miriquidi bekannt war, also dichter, „schwarzer Wald“ vorherrschte, und die großen Wälder noch nicht gerodet waren, kamen höchstens einmal zur Jagdzeit im Herbst einige Jäger in den Wald. Das nutzen ein paar Spitzbuben. Ihre Beute versteckten sie zunächst am, später in einer Höhle unter dem Jüdenstein. Manchmal zogen sich die Räuber dorthin zurück, manchmal waren sie Wegelagerer am nahen Handelsweg. Mit der Zeit trieben sie es immer schlimmer: Sie raubten Häuser aus, und fanden sie nichts, prügelten sie die Leute sogar tot. Bald schon war ein Leben ihnen nichts mehr wert. Irgendwann war es selbst dem Teufel zu viel: Er verkleidete sich als reicher Handelsmann und tauchte vor der Räuberhöhle auf. Als die Scharlatane sich über ihn hermachen wollten, gab es einen Blitz und es erscholl ein Lachen, dass sie sich schnell in die Höhle flüchteten. Sobald sie drinnen waren, gab es einen zweiten Blitz und ein Fels brach ab und versperrte den Höhleneingang. Die Räuber waren gefangen – und sie sind es noch heute. Bei klirrender Kälte und in der Heiligen Nacht hört man sie noch heute wimmern. Alle 100 Jahre lässt sich einen Tag lang eine schwarze Gestalt – der Räuberhauptmann – in der Nähe des Jüdensteins sehen. Dann kann man die Eingeschlossenen erlösen. Der Hauptmann hält ein Goldstück auf der ausgestreckten Hand. Trifft ein Mensch mit reiner Seele auf den Schwarzen, fiele das Goldstück von seiner Hand und sie wären errettet.

## Routen zum Gipfel

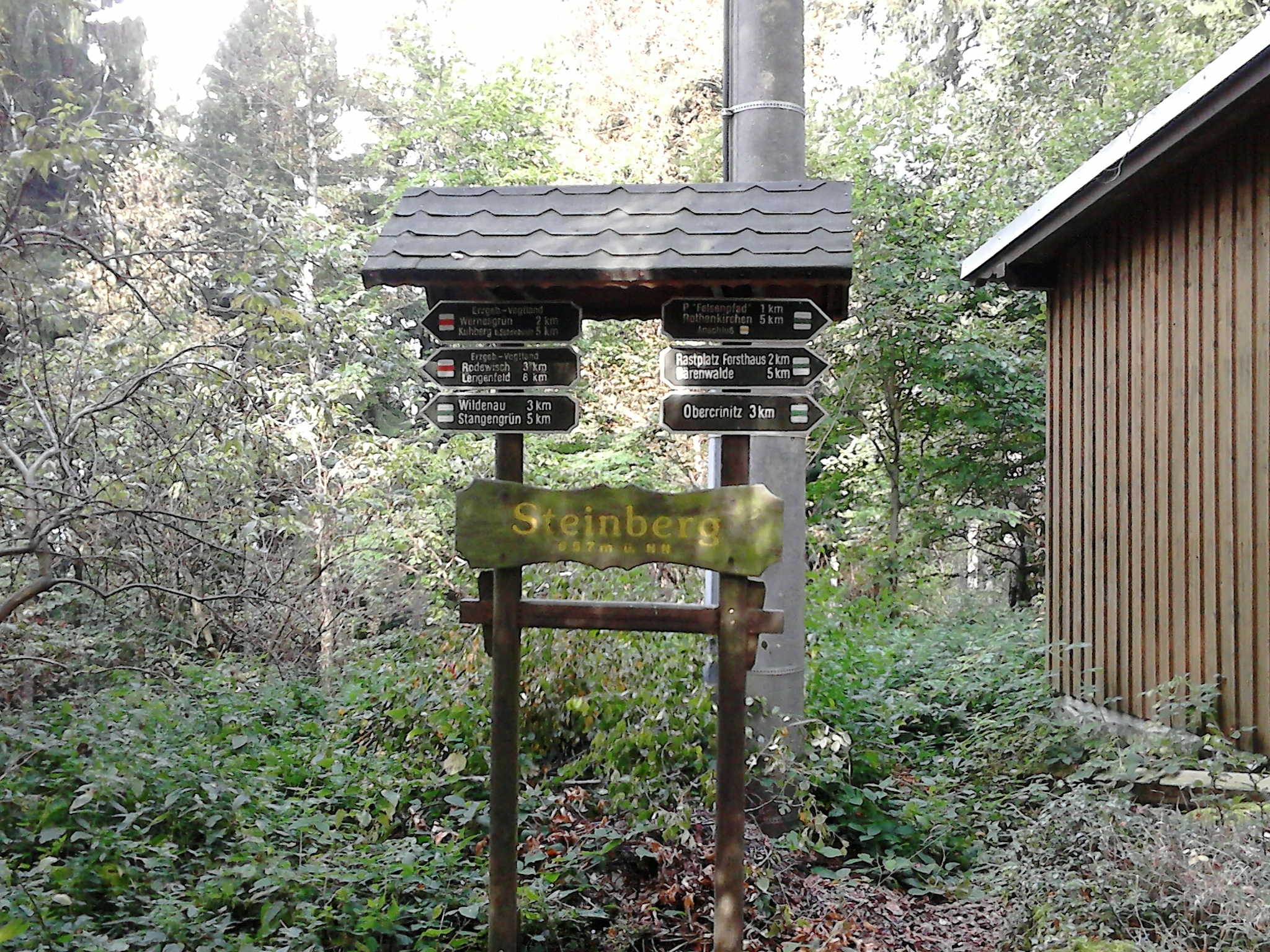
Wanderwegweiser mit Höhenangabe 657 m auf dem Steinberg.

- Auf dem rot markierten Hauptwanderweg von Wernesgrün über die Plitzschenhäuser zum Gipfel (ca. 3 km).

## Naturschutzgebiet
Das Naturschutzgebiet Steinberg hat eine grob rechteckige Form, seine Ost-West-Ausdehnung beträgt etwa 2000, die Nord-Süd-Ausdehnung etwa 1100 m. Es beginnt östlich des Steinberges und reicht nach Westen bis fast an die Ortslage Rebesgrün heran. Es wurde am 30. März 1961 ausgewiesen.